# جائزة الخنزير الذهبي
جائزة الخنزير الذهبي هيَ جائزة إيطالية ساخرة، أسسها المنتج أنطونيو ريتشي عام 1996، وتمنح لأسوأ رياضي وسياسي واعلامي في إيطاليا، ويستلمها الفائز بغرض الدعابة فحسب، ويقدمها الإعلامي فاليريو ستافيللي عبر برنامج (ستريشا لانوتيزيا).
أبرز من حصل على هذه الجائزة : لاعب كرة القدم الإيطالي أليساندرو دل بييرو وحارس مرمى يوفنتوس جانلويجي بوفون والمدرب فابيو كابيللو ورئيس الوزراء سيلفيو بيرلسكوني، بعضهم استقبلها عن طيب خاطر في حين رفض آخرون استلامها وبعضهم قام بتحطيمها مثل مايك بونجورنو.